# Судак (місто)

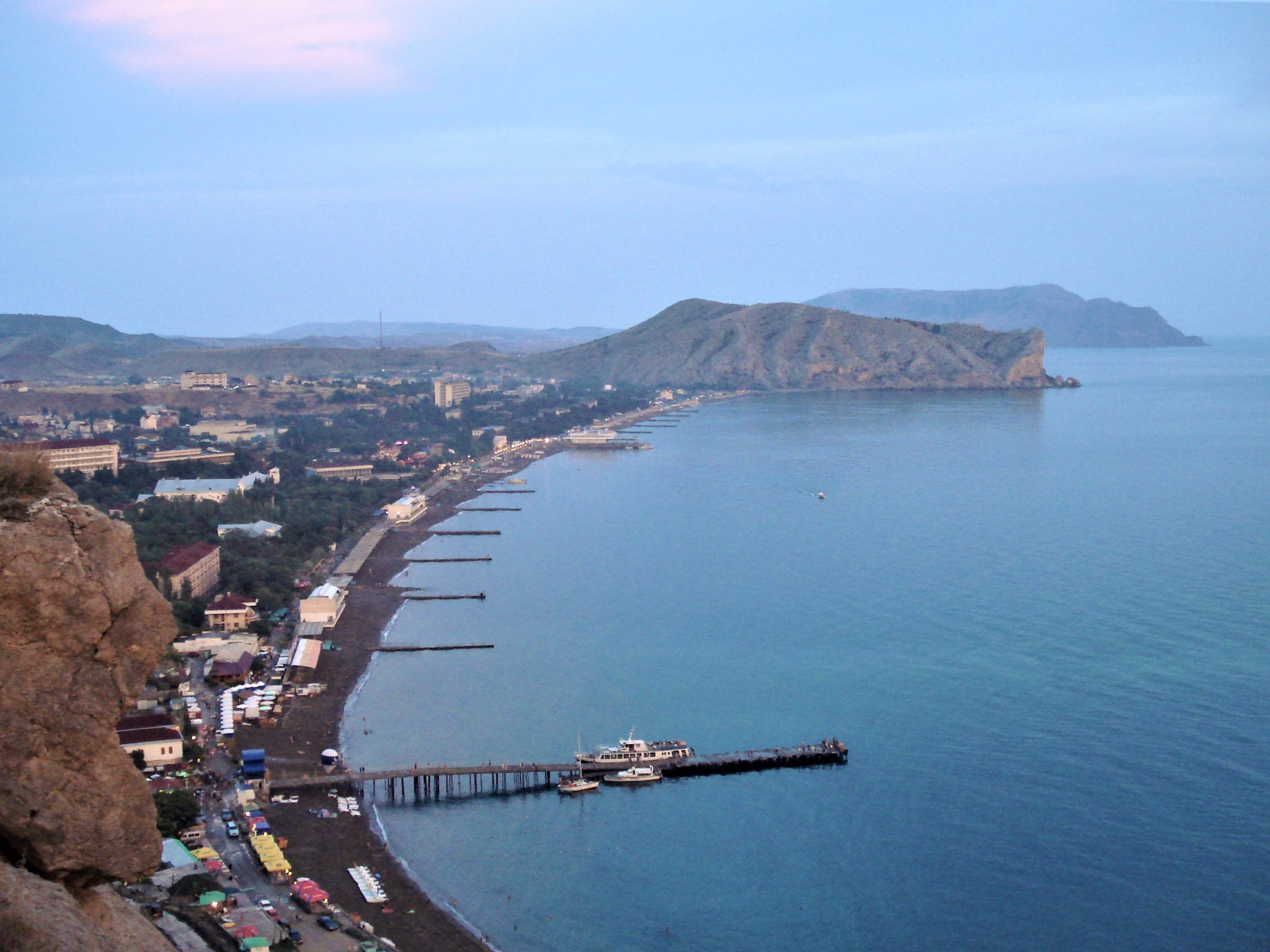
Судацька бухта ввечері

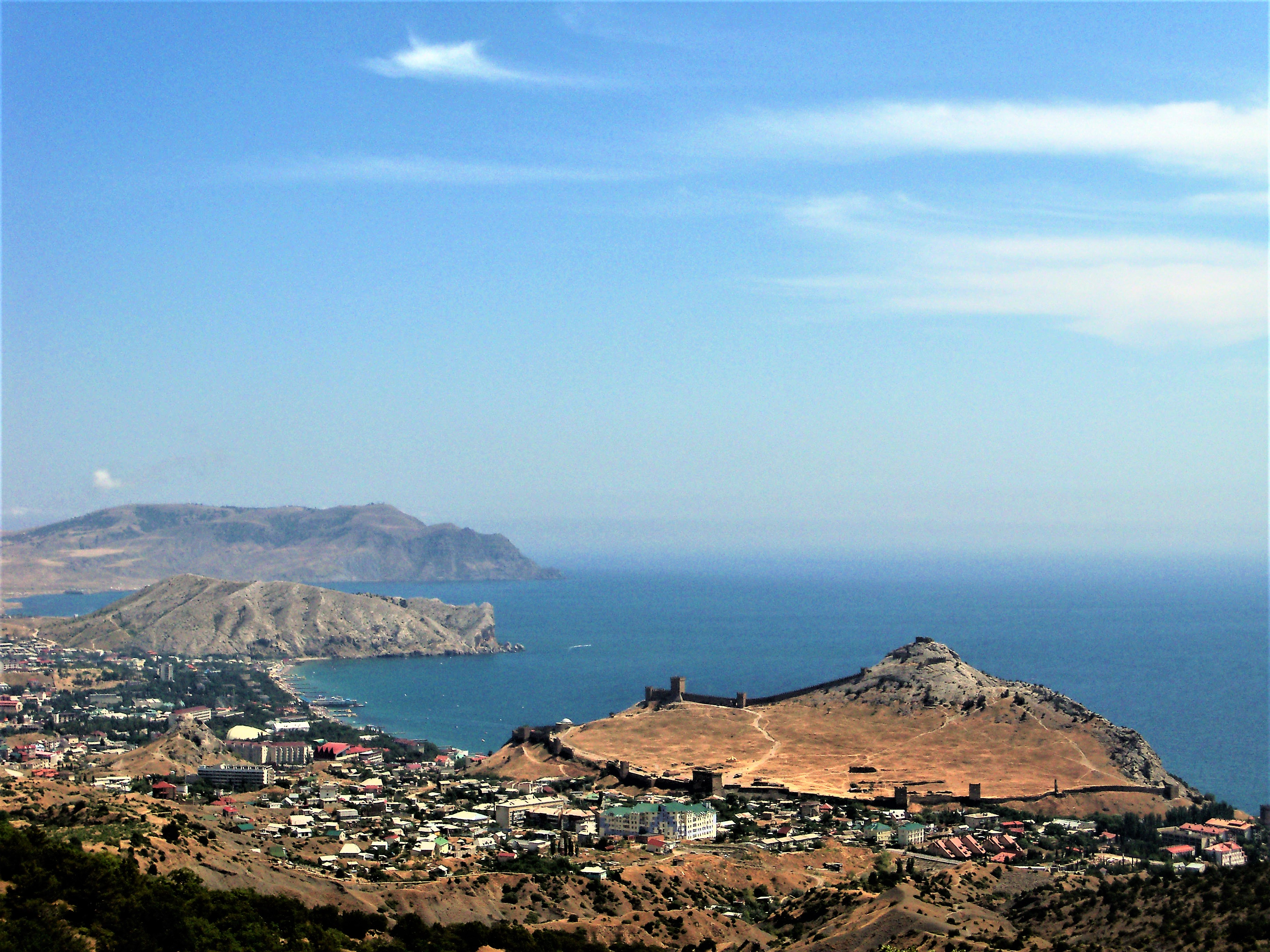
Краєвид Судака

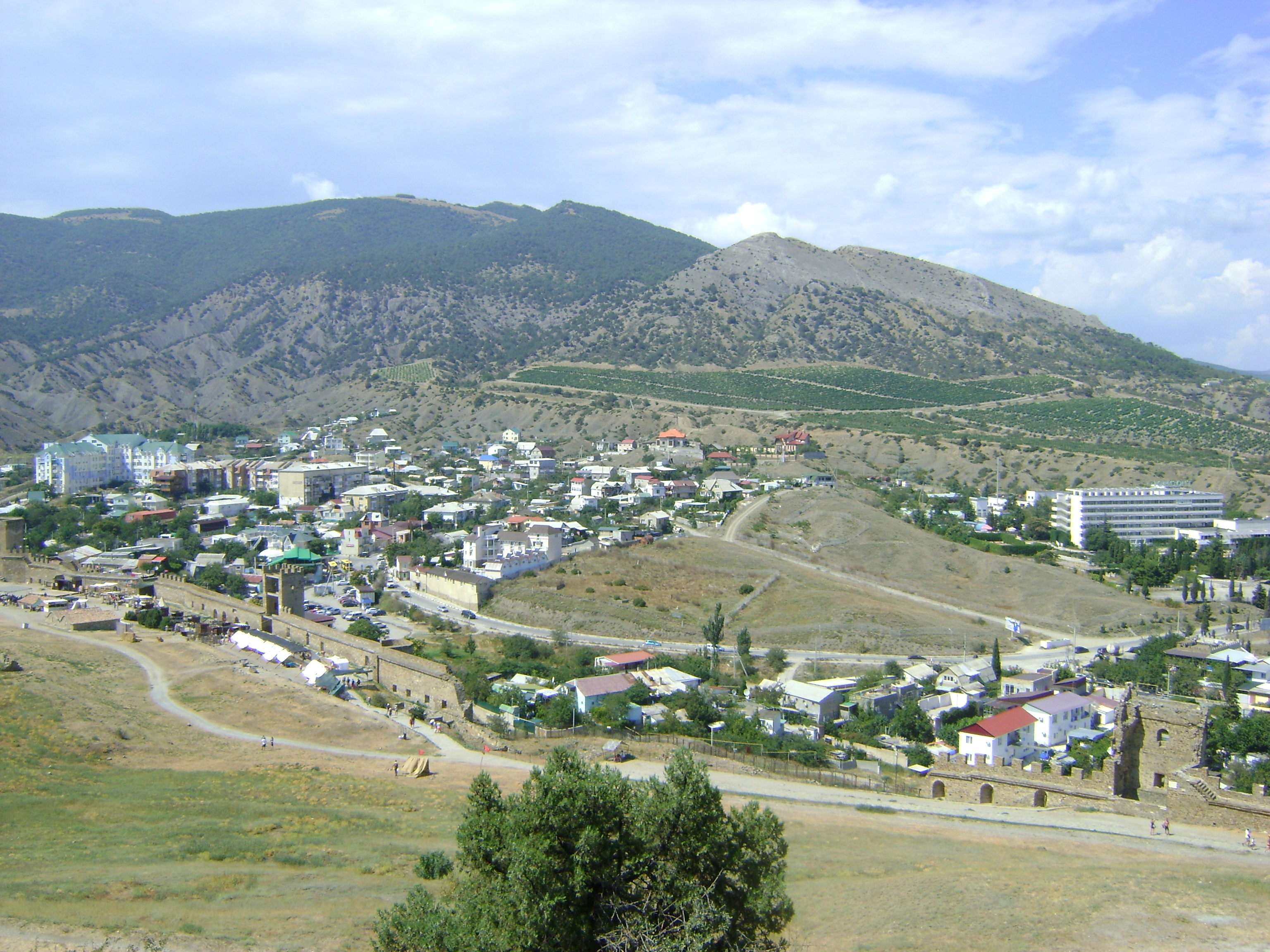
Вид на Судак з Генуезької фортеці.

Суда́к (крим. Sudaq) — місто в Україні у складі Феодосійського району Автономної Республіки Крим. Колишнє місто республіканського підпорядкування. Розташоване на південно-східному узбережжі Кримського півострова на березі Судацької бухти Чорного моря.

## Відстані
- до Сімферополя — 102 км, (Судак — Грушівка Р35, Грушівка — Сімферополь Р23).
- до Феодосії (найближча залізнична станція) — 55 км, Р29
- до Алушти — 67 км, Р29

Довжина берегової лінії в межах міської ради — 40 км.

## Клімат
Має риси середземноморського клімату; посушливий, з м'якою зимою. Немає різких перепадів температури, що обумовлено захищеністю Судацької долини горами з усіх сторін, крім південної. Пересічна температура січня +1,8 °C, липня +23,2 °C. Максимальна зафіксована t повітря +38 °C. Опадів 318 мм на рік. Середня температура води в червні +18,7 °C, липні +22,7 °C, серпні +22,2 °C, вересні +20,2 °C, жовтні +17,4 °C. Максимальна зафіксована t води +29 °C. Купальний сезон триває з червня до жовтня (138 днів). Кількість годин сонячного сяйва 2550 на рік. Відносна вологість повітря пересічно 70-75 %. Сніговий покрив нетривкий. Осінь тепла і малохмарна.

## Населення
- 1966 — 8 100
- 2001 — 14 495
- 2004 — 15 500
- 2010 — 16 939

Національний склад: росіяни — 64,3 %, українці — 19,4 %, кримські татари — 9,8 % (згідно з переписом 2001 року).
Етномовний склад населення міста (рідні мови населення)
- російська — 77,8 %
- кримськотатарська — 9,7 %
- українська — 9,2 %
- вірменська — 0,6 %
- інша — 2,7 %

## Історія
Судак — старовинне торговельне місто. Виникло на березі бухти поблизу с. Уютне (західна частина суч. Судака) у III ст. У першій третині IV ст. римляни побудували на березі бухти та на скелі Дженевез-Кая два потужні локальні оборонні комплекси — квадратні вежі-«бурги». Їхнім головним призначенням був контроль акваторії бухти; захист корабельних причалів у гавані та поселення, яке виникло біля портового пункту. Саме від назви найбільшого римського бурга (лат. — «Suggestu») і походить назва сучасного міста Судак. У 450-х роках поселення було знищене гуннами Ернака, проте в середині VI ст. Візантія відновила діяльність порту. Остаточно величний римський бург був знищений під час катастрофічного землетрусу 741 р. З цього моменту розпочалася поступова трансформація латинської назви поселення.
З XIII ст. місто існувало під назвою Сугде́а (грец. Σουγδαία), ґенуезьці називали його Солдая (італ. Soldaia), давньоруська назва міста — Сурож.
Середньовічна легенда говорить про те, що місто засноване в 212 році від Різдва Христового. Замітки на берегах Сугдейського синаксаря повідомляють, що «збудована фортеця Сугдея в 5720 від створення світу», що відповідає 212 р. н. е. Саме в цей час (ІІ–III ст. н. е.) у Крим прийшли племена аланів. У селі Таракташ археологами виявлено святилище ранніх аланів.
Починаючи з VI століття південне узбережжя Криму перебувало під владою Візантії. Наприкінці VI ст. на території теперішнього Судака вже існувало візантійське берегове укріплення.
З кінця VII ст. місто підпало під владу хозарів, у VIII столітті в Сугдеї перебував намісник хозарського кагана — тархан. Одночасно з цим до середини VII ст. Сугдея стала центром православної єпархії. З другої половини IX ст. почалось будівництво початкових укріплень міста.
Після ослаблення та занепаду Хозарського каганату був відновлений уплив Візантії.
З кінця XI ст. Сугдея опинилась під владою половців. З другої половини XII ст. у місті з'являються венеційці та пізанці. Вони торгують тут з купцями з Київської Русі, Половеччини, Середньої Азії. Значного розвитку Судак досяг у XII –XIII ст. і в першій половині XIV ст. був добре відомий за межами Криму. У цей час місто підтримувало міцні торговельні й культурні зв'язки з князівствами Київської Русі, зокрема з Волинським князівством, Чернігівським князівством та Тмутараканським князівством.
Після захоплення Константинополя хрестоносцями в 1204 році венеційці спробували монополізувати чорноморську торгівлю й перетворити Сугдею на свій опорний пункт у регіоні. Спочатку з дозволу міської влади в її гавані почали швартуватися кораблі венеційських купців, потім з'явився окремий квартал із житловими будинками та складами товарів. І, зрештою, для захисту співвітчизників Венеція спрямувала до Сугдеї військовий загін, який розквартирували в збудованих для цього казармах.
У 1222 році на місто напав іконійський (сельджуцький) султан Ала-ад-дин Кей-Кубад. Сугдея потрапила в залежність від іконійського султана, але ненадовго — уже в 1223 році місто захопили та пограбували монголи. Через 16 років Крим остаточно ввійшов до складу Улуса Джучі. Венеційці, що на той час облаштувалися в Сугдеї, одразу визнали владу ханів та погодилися сплачувати всі призначені ними податки та мита. За це венеційці отримали право вільно торгувати в усіх монгольських володіннях — аж до Тихого океану.
Сугдея швидко перетворилася на вузловий пункт відродженого Великого шовкового шляху, що з'єднував Європу з Китаєм, а відтак — і сама стала великим міжнародним ринком. Власний будинок у місті мав Марко Поло, дядько славнозвісного мандрівника. Населення міста сягало 8 тис. чоловік. З кінця XI ст. у Сугдею прибувають вірмени, що втікали від гніту малоазійських турків. З 1287 року Сугдеєю керував венеційський консул.
У 90-і роки XIII століття генуезці в союзі з візантійцями спробували заблокувати для венеційців Босфор. Проте венеційська ескадра прорвала блокаду. За кілька років Сугдея була розграбована під час громадянської війни в Улусі Джучі.
У червні 1365 року місто захопили генуезці, які називають Сугдею Солдаєю. Влада Кафи, де був центр генуезьких колоній, заборонила Солдаї приймати та відправляти торгові кораблі. Значення міста як торговельної факторії зменшилось.
Після того, як османи захопили Константинополь, стан генуезьких колоній у Криму значно погіршився. 31 травня 1475 року османська ескадра висадила великий десант і з допомогою татарського війська захопила Кафу й Солдаю. Місто втрачає своє торгове значення і стає для османів лише стратегічним пунктом у системі оборони їхніх кримських володінь. Проте судацькі укріплення впали перед українськими козаками, які за наказом Богдана Хмельницького захопили місто в 1656 році. Наприкінці XVIII століття в Судацький кадалик Кафинського каймаканства входило 20 поселень від Алушти до Коз.
1783 року після російсько-турецької війни Судак у складі Криму ввійшов до Російської імперії.
Станом на 1886 рік у колонії при Чорному морі Феодосійського повіту Таврійської губернії, мешкало 245 осіб, налічувалося 49 дворів, існували молитовний будинок та школа.

## Відомі люди
- Осташевський Олексій Сергійович — молодший сержант Збройних сил України, загинув у боях за Дебальцеве.

## Сучасність
Єдиний вид пасажирського транспорту — автомобільний. Протяжність доріг загальнодержавного значення становить 42 км, місцевого — 84 км.
Основна спеціалізація — виробництво марочних і шампанських вин (завод «Новий Світ»), надання курортних послуг, виробництво трояндової олії.
Кліматичний приморський курорт (показання: захворювання органів дихання нетуберкульозного характеру, функціональні захворювання нервової системи, серцево-судинні захворювання тощо; сезон — цілий рік).
Щороку до Судака приїжджало (до 2014 року) на відпочинок понад 180 тис. чоловік (переважно неорганізованих відпочивальників). У 18 пансіонатах і оздоровницях 2003 року поліпшило своє здоров'я 49 тис. відпочивальників, з них третина — іноземці.
У 2003 році побудована мечеть Яни-Маале (Судак Джамі).
У Судаку зокрема розташований Туристично-оздоровчий комплекс «Судак».
Відсутність подекуди водопроводу та каналізації, низька якість доріг і об'єктів соцкультпобуту, в тому числі в місцях компактного проживання депортованих громадян, позначаються на загальному стані розвитку регіону.
21 жовтня 2016 року вночі невідомі в міському саду Судака провели завалення пам'ятника Володимиру Леніну згідно з законами України про декомунізацію, не зважаючи на тимчасову окупацію півострова Росією.
Судацькій міській раді також підпорядковуються населені пункти:
- Багатівка
- Веселе
- Ворон
- Громівка
- Грушівка
- Дачне
- Лісне
- Міжріччя
- Миндальне
- Морське
- Новий Світ
- Перевалівка
- Прибережне
- Сонячна Долина
- Холодівка

### Пляжі

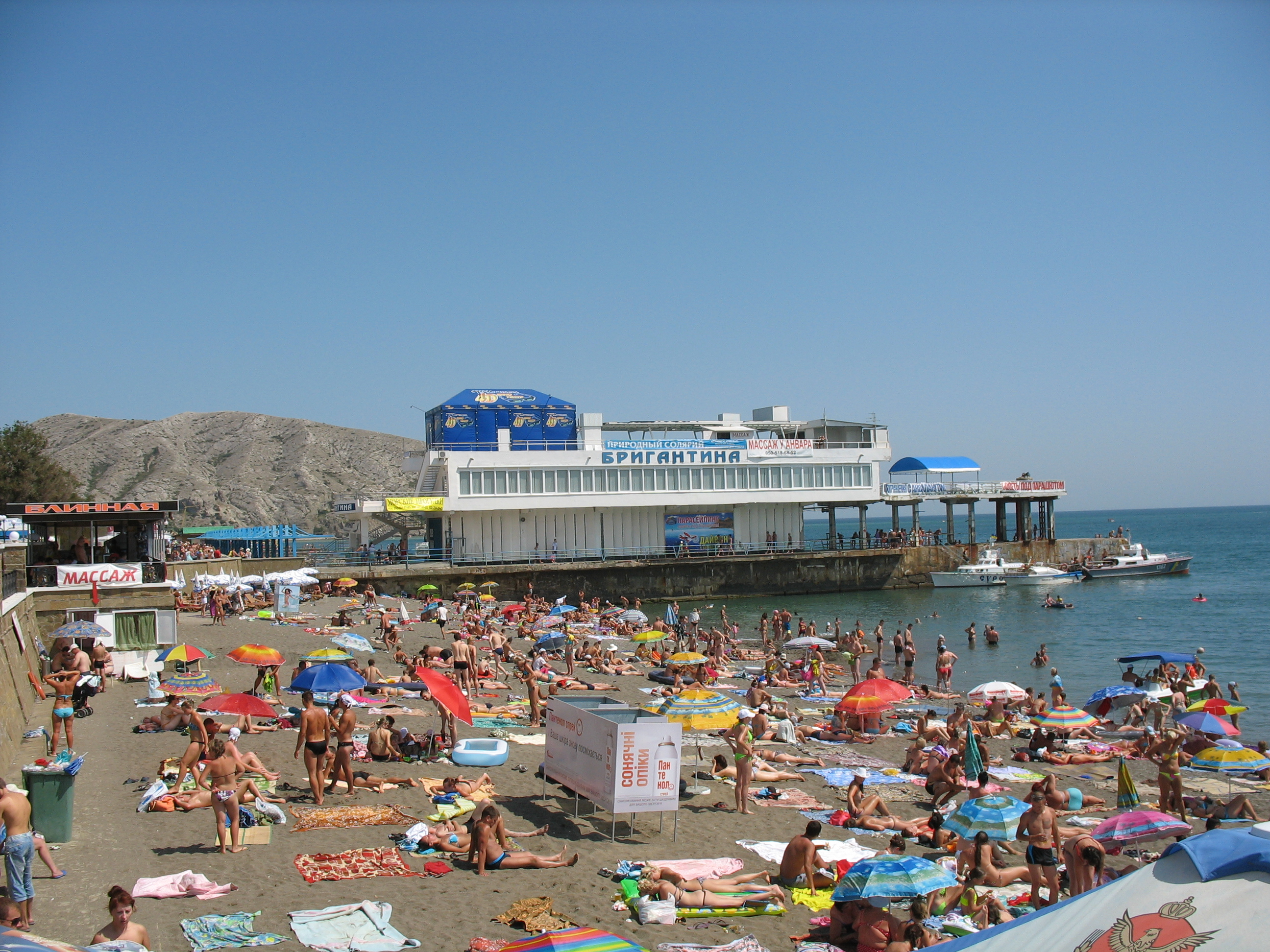
Центральний пляж Судака. Бригантина

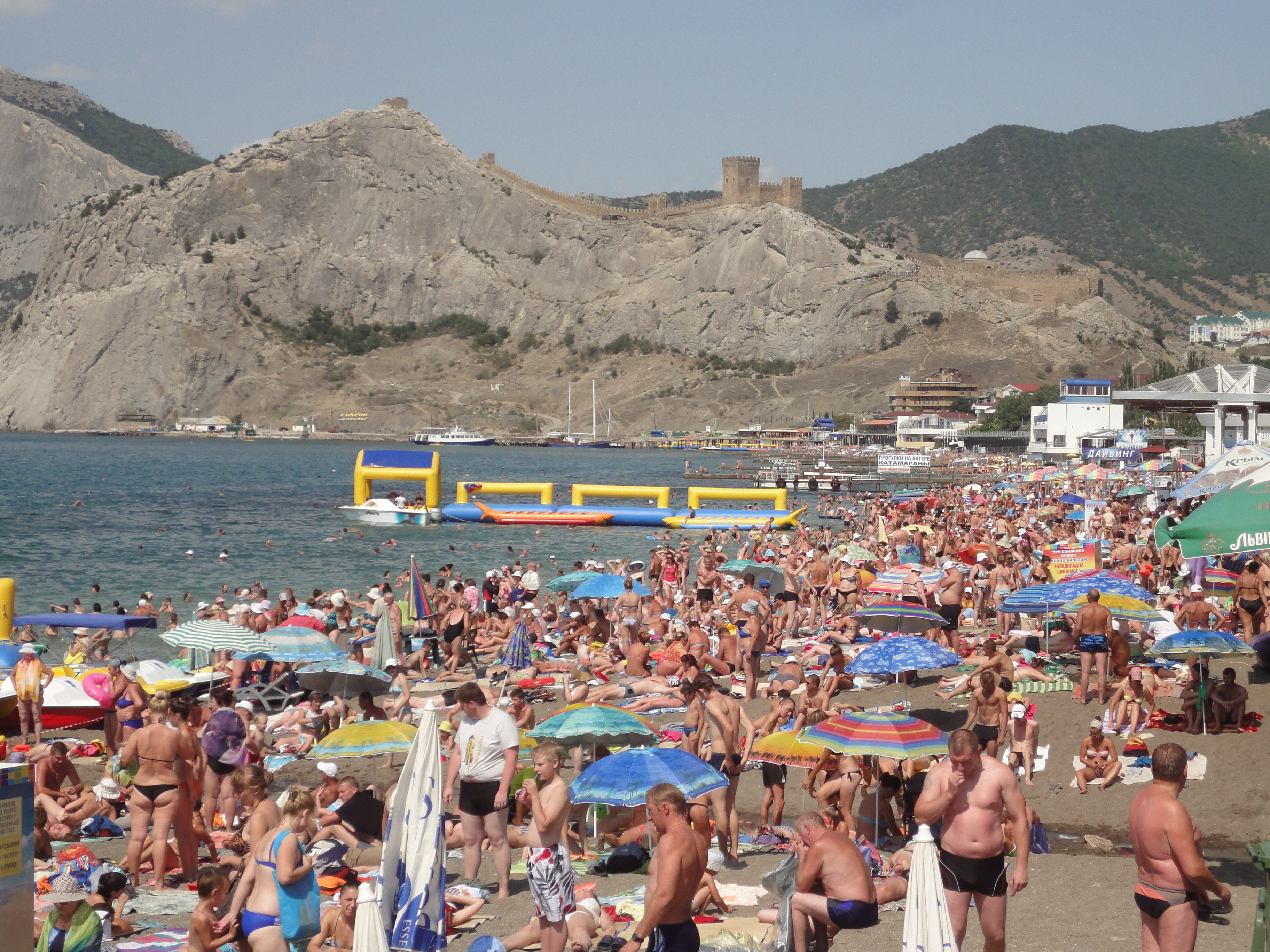
Центральний пляж Судака у 2012

## Відзначення 1800-річчя
4 лютого 2011 року N 3000-VI Верховна Рада України прийняла постанову «Про відзначення на державному рівні 1800-річчя заснування міста Судак».
У постанові зазначено, що у жовтні 2012 виповнюється 1800 років від дня заснування міста Судак — одного з найстаріших міст України. Судак є невід'ємною частиною прадавньої історії сучасної України, поєднує в собі мальовничі природні краєвиди, унікальні рекреаційні можливості та пам'ятки архітектури. Враховуючи це, Верховна Рада, зокрема:
- запропонувала Національному банку України виготовити і ввести в обіг ювілейні монети, присвячені 1800-річчю заснування міста Судак;
- запропонувала Українському державному підприємству поштового зв'язку «Укрпошта» видати серію поштових марок та наборів листівок, присвячених 1800-річчю заснування міста Судак.

17 вересня 2012 року Національний банк України ввів до обігу ювілейні монети (срібну номіналом 10 гривень та 5 гривень з незильберу) присвячені 1800-річчю міста.